# Barbourville
Barbourville är en ort i Knox County i delstaten Kentucky, USA. År 2000 hade staden  3 589 invånare. Den har enligt United States Census Bureau en area på 9,0 km², allt är land . Barbourville är administrativ huvudort (county seat) i Knox County.

## Kända personer från Barbourville
- George Madison Adams, politiker
- James S. Golden, politiker
- John M. Robsion, Jr., politiker
- William A. Stanfill, politiker
- Silas Woodson, politiker